# Smidyn
Smidyn (ukrainisch Смідин; russisch Смидин/Smidin, polnisch Smidyn) ist ein Dorf in der Westukraine in der Oblast Wolyn, Rajon Kowel etwa 15 Kilometer südlich des ehemaligen Rajonshauptortes Stara Wyschiwka und 87 Kilometer nordwestlich der Oblasthauptstadt Luzk am Fluss Kysiwka (Кизівка) gelegen.

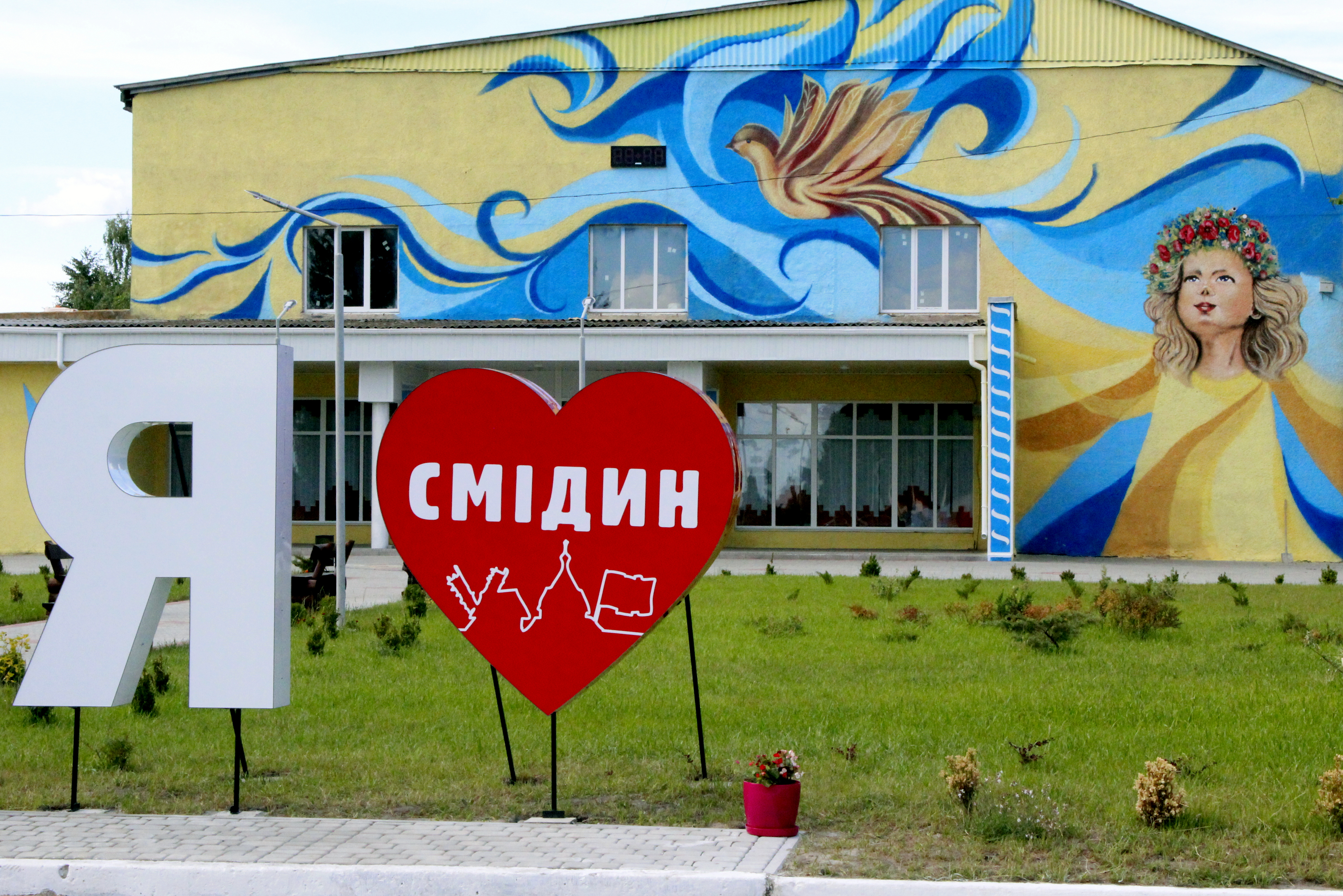
Gebäude im Ort

## Geschichte
Der Ort wurde im 1502 zum ersten Mal schriftlich erwähnt und gehörte bis 1793 in der Woiwodschaft Ruthenien/Chełmer Land zur Adelsrepublik Polen-Litauen. Mit den Teilungen Polens fiel der Ort an das Russische Reich und lag bis zum Ende des Ersten Weltkriegs im Gouvernement Wolhynien.
Nach dem Ersten Weltkrieg kam der Ort zu Polen (in die Woiwodschaft Wolhynien, Powiat Kowel, Gmina Maciejów), im Zweiten Weltkrieg wurde er zwischen 1939 und 1941 von der Sowjetunion besetzt. Nach dem Überfall auf die Sowjetunion im Juni 1941 wurde er dann bis 1944 von Deutschland besetzt, dies gliederte den Ort in das Reichskommissariat Ukraine in den Generalbezirk Brest-Litowsk/Wolhynien-Podolien, Kreisgebiet Kowel.
Nach dem Krieg wurde der Ort der Sowjetunion zugeschlagen. Dort kam das Dorf zur Ukrainischen SSR und seit 1991 ist es ein Teil der heutigen Ukraine.

## Verwaltungsgliederung
Am 30. März 2017 wurde das Dorf zum Zentrum der neugegründeten Landgemeinde Smidyn (ukrainisch Смідинська сільська громада/Smidynska silska hromada). Zu dieser zählten auch noch die 5 in der untenstehenden Tabelle aufgelisteten Dörfer, bis dahin bildete das Dorf zusammen mit den Dörfern Lisnjaky und Paryduby die gleichnamige Landratsgemeinde Smidyn (Смідинська сільська рада/Smidynska silska rada) im Süden des Rajons Wyschiwka.
Am 12. Juni 2020 kamen noch die 4 Dörfer Bilytschi, Satschernetschtschja, Wyssoke (3× aus dem Rajon Ljuboml) und Schurawlyne zum Gemeindegebiet.
Am 17. Juli 2020 wurde der Ort Teil des Rajons Kowel.
Folgende Orte sind neben dem Hauptort Smidyn Teil der Gemeinde:
| Name                     | Name       | Name                          | Name        | Name |
| ukrainisch transkribiert | ukrainisch | russisch                      | polnisch    |      |
| ------------------------ | ---------- | ----------------------------- | ----------- | ---- |
| Bilytschi                | Біличі     | Беличи (Belitschi)            | Bilicz      |      |
| Kukuriky                 | Кукуріки   | Кукурики (Kukuriki)           | Kukuryki    |      |
| Lisnjaky                 | Лісняки    | Лесняки (Lesnjaki)            | Leśniaki    |      |
| Paryduby                 | Паридуби   | Паридубы (Pariduby)           | Paryduby    |      |
| Rudnja                   | Рудня      | Рудня                         | Rudnia      |      |
| Satschernetschtschja     | Зачернеччя | Зачернечье (Satschernetschje) | Zaczernecze |      |
| Schurawlyne              | Журавлине  | Журавлиное (Schurawlinoje)    | Szajno      |      |
| Sjomaky                  | Сьомаки    | Сёмаки (Sjomaki)              | Siomaki     |      |
| Wyssoke                  | Високе     | Высокое (Wyssokoje)           | Wyżówka     |      |